# Капсуларна ендоскопија
Капсуларна ендоскопија (енг.Wireless Capsule Endoscopy) је минимално инвазивна дијагностичка процедура која се користи за снимање унутрашњости гастроинтестиналног тракта у циљу постављања медицинске дијагнозе. Нововоразвијене ендоскопске капсуле могу да узимају и узорке ткива за биопсију и ослобађају лекове на одређеним локацијама дуж целог гастроинтестиналног тракта. Ендоскопске капсуле је по облику слична стандардној фармацеутској капсули, иако је од ње мало већа, која у себи садржи мали сензор слике и низ светлећих диода које напаја специјална батерија. Након што пацијент прогута капсулу, она пролази дуж гастроинтестиналног тракта и у њему снима одређени број слика у секунди које се бежично преносе на пријемник  повезана на преносивим уређај за снимање који пацијент све време метод носи са собом. Примарна употреба капсуларне ендоскопије је да се прегледају подручја танког црева која се не могу видети другим врстама ендоскопије као што су ентероскопија, колоноскопија или езофагогастродуоденоскопија (ЕГД).

## Алтернативни називи
Капсуларна ентероскопија  - Бежична ендоскопија капсулом .Видео капсуларна ендоскопија (ВКЕ); Капсуларна ендоскопија танког црева (КЕТЦ).

## Медицинска употреба
У гастроентерологији су данас најчешће коришћеме ендоскопске методе:
Езофагогастродуоденоскопија (ЕГД), која користи камеру причвршћену на дугачку флексибилну цев за преглед горњег дела гастроинтестиналног тракта, односно једњака, желуца и почетка првог дела танког црева који се зове дуоденум,
Колоноскопија, која користи камеру причвршћену на флексибилну цев уметнут кроз чмар у ректум, којом се може се видети завршно врецо (ректум) дебело црево и дистални део танког црева, терминални илеум. Међутим, ове две врсте ендоскопије не могу да визуелизују већи део средњег дела танког црева. Да би се омугућила визуелизација овог дела танког црева данас се користи капсуларна ендоскопија која омогућава испитивање делова гастроинтестиналног тракта који се не могу видети другим врстама ендоскопије.
Метода је користна  када се сумња на болести у танком цреву, а понекад се може користити за проналажење места гастроинтестиналног крварења или узрока необјашњивог болова у трбуху, као што је то случај код Кронове болести.
Слике прикупљене минијатурном камером током сесије се бежично преносе на екстерни пријемник који носи пацијент, користећи било који од опсега одговарајућих фреквенција. Прикупљене слике се затим преносе на рачунар ради приказа, прегледа и дијагнозе.  Преношени радио-фреквенцијски сигнал се може користити за прецизну процену локације капсуле и праћење у реалном времену унутар тела и гастроинтестиналног тракта.
Од 2014. године истраживања у овој методи су била усмерена на додатне механизме сензора и системе за локализацију и контролу покрета како би се омогућиле нове примене технологије, на пример, испорука лекова. Бежични пренос енергије је такође био истражен као начин обезбеђивања непрекидног извора енергије за напајање капсуле.

## Индикације
Уобичајени разлози за коришћење капсуларне ендоскопије укључују:
- дијагнозу необјашњивог крварења у гастроинтестиналном тракту,[16]
- недостатак гвожђа,
- болове у трбуху,
- тражење полипа, чирева и тумора танког црева,[17]
- дијагнозу инфламаторне болести црева.[18]

Међутим, треба имати у виду да је поступак индикован само у оним случајевима код којих се сумња на болести танког црева (које су иначе ређе од болести дебелог црева, једњака или желуца), и да је и даље класична ендоскопија златни стандард за дијагностику болести ових органа.

## Клинички значај
Ендоскопија капсуле је важно средство за процену гастроинтестиналног тракта када традиционалне ендоскопске технике нису успеле. Безбедан је, безболан, нема ризика од инфекције и не захтева седацију. Има већи дијагностички принос од многих других модалитета за процену лумена црева и може да локализује лезије. 
Остаје да се утврди исплативост ове студије. У ери у којој трошкови здравствене заштите расту и пацијенти приморани да плаћају велике партиципације, одлука да се пацијенту понуди ова студија треба да се донесе с пажњом.

## Недостаци
За разлику од ЕГД-а или колоноскопије, капсуларна ендоскопија има одређене недостатке јер се не може да користити за лечење патологије која се током прегледа може открити (нпр крварења или плолипа). 
Недостаци ендоскопије капсуле су недостатак терапеутских могућности. Његов висок дијагностички принос и ниска стопа компликација чине га привлачним избором за процену лумена црева када је индиковано упркос немогућности да се добију узорци ткива и да се обезбеди терапија.
Недостају и добри клинички подаци о предностима капсуларне ендоскопије. Принос код пацијената са крварењем зависи од тога да ли пацијент има отворено или скривено крварење. У последњим случајевима, чини се да је његова ефикасност ниска. Даље, неке студије су показале да техника може промашити лезије у танком цреву. Ендоскопија капсуле се вероватно најбоље користи у комбинацији са другим техникама снимања и не би требало да буде први дијагностички тест за процену крварења.
Један од недостатака капсуларне ендоскопије је цена капсуле, која тренутно кошта око 700 евра. Зато се ова метода (нпр. у Србији)  користи само код пажљиво одабраних пацијената, као последње дијагностичко средство, када се приме све друге дијагностичке процедуре.